# لورا (فیلم ۱۹۴۴)
لورا (به انگلیسی: Laura) فیلمی ۸۸ دقیقه‌ای به کارگردانی اتو پرمینجر با بازی جین تیرنی است.